# Erich Petersen
Pour les articles homonymes, voir Petersen.
Erich Petersen (25 août 1889 - 4 juillet 1963) est un General der Flieger allemand de la Luftwaffe pendant la Seconde Guerre mondiale.

## Biographie
Petersen commence sa carrière militaire comme Fähnrich (cadet) le 22 mars 1909 dans le 136e régiment d'infanterie.
Pendant la Première Guerre mondiale, il est affecté dans le 163e régiment d'infanterie (de), puis 31e Régiment d'Infanterie de Réserve.
Les années entre-guerres de 1918 à fin 1931, on le voit passer dans plusieurs Régiments d'Infanterie: 163e, 18e, 6e.

Le 1er janvier 1932, il entre dans l'état-major de la 2e Division où il reste jusqu'au 30 septembre 1944. Puis, il prend le commandement du 3e bataillon de la 27e Régiment d'infanterie du 1er octobre 1934 au 9 novembre 1938.
Au début de la Seconde Guerre mondiale, il est commandant du 125e Régiment d'Infanterie des frontières du 10 novembre 1938 au 19 septembre 1941. Puis, il entre jusqu'à la fin septembre dans la Führer-Reserve OKH.

Il est alors transféré de la Heer vers la Luftwaffe comme commandant de la 7. Flieger-Division du 1er octobre 1941 au 31 octobre 1942. Puis jusqu'au 31 juillet 1943, il est Inspecteur des unités de campagne de la Luftwaffe (Luftwaffen-Feldkorps). Dans le même temps, il est détaché dans l'état-major de la IV. Luftwaffen-Feldkorps du 20 juin 1943 au 31 juillet 1943, date où il prend le commandement général de ce Corps jusqu'au 18 novembre 1944. Le IV. Luftwaffen-Feldkorps est renommé LXXXX. Armeekorps, mais il reste à son commandement jusqu'à la reddition de l'Allemagne nazie.
À la fin de la guerre, il est prisonnier de guerre des français. Il est jugé et acquitté des crimes de guerre qu'on lui reproche. Il sera emprisonné du 8 mai 1945 au 18 janvier 1950, date de sa libération.

## Promotions
- Charakter als Fähnrich: 22 mars 1909
- Fähnrich 19 novembre 1909
- Leutnant: 22 août 1910
- Oberleutnant: 27 janvier 1916
- Hauptmann: 1er avril 1922
- Major: 1er octobre 1932
- Oberstleutnant: 1er juillet 1935
- Oberst: 1er janvier 1938
- Generalmajor: 1er octobre 1941
- Generalleutnant: 1er octobre 1941
- General der Flieger: 1er novembre 1942

## Décorations
- Croix de fer (1914) 2e et 1re Classe
- Hamburgisches Hanseatenkreuz
- Insigne des blessés (1918) en Noir
- Croix d'honneur
- Médaille de service de longue durée de la Wehrmacht 4e à 1re Classe
- Fermoir à la Croix de Fer (1939) 2e et 1re Classe
- Croix allemande en Or le 2 avril 1942 en tant que Generalleutnant et Commandant de la 7. Flieger-Division